# قصدار
قُصدار هي مدينة إسلامية قديمة كانت تقع إلى الجنوب من مدينة كويته الحالية في إقليم بلوشتان الباكستاني. كانت قاعدة لإقليم توران، الذي ورد ذكره في كتابات الطبري والإصطخري وابن حوقل.
وهي تنطق الآن باللهجة المحلية خضدار أو خزدار 
ومعظم سكانها من قبايل البلوش واللغة المنتشرة بينهم هي اللغة البراوية وتبعد عن مدينة كويته 450